# Dreher (wielerploeg)
Dreherforte, simpelweg Dreher van 1970 tot 1972, was van 1970 tot en met 1974 een Italiaanse wielerploeg die werd gesponsord door de Italiaans-Hongaarse brouwerij Dreher die in 1974 werd overgenomen door Heineken. Bier Dreherforte is een merknaam van de brouwerij. 

## Historiek
De belangrijkste zeges van de ploeg zijn Parijs-Roubaix in 1972 met Roger De Vlaeminck, alsmede eindklassement van de Tirreno-Adriatico met diezelfde De Vlaeminck in datzelfde jaar. In 1971 en 1972 won de ploeg vier etappes in de Ronde van Italië: vier etappes met De Vlaeminck in 1972 en twee etappes met sprinter Patrick Sercu het jaar voordien. In 1972 won De Vlaeminck bovendien het puntenklassement in de Giro. Roger De Vlaeminck en Patrick Sercu stapten, evenals alle overige buitenlandse renners, in 1973 over naar de nieuw gevormde ploeg Brooklyn (1973–1977) dan wel een andere ploeg. Dreher is dan ook de ploeg waaruit Brooklyn is ontstaan (en abusievelijk ook voorloper genoemd ), waarvan Roger De Vlaeminck de absolute kopman werd.
Manager Franco Cribiori werd manager van de Brooklyn-ploeg, waarbij Luciano Pezzi de fakkel nog twee seizoenen overnam bij wat voortaan Dreherforte heette. In 1973 en 1974 reden er nog uitsluitend Italiaanse renners met als voornaamsten allrounder Michele Dancelli en klimmer Italo Zilioli.

## Bekende wielrenners
- Michele Dancelli (1974)
- Roger De Vlaeminck (1972)
- Giancarlo Polidori (1974)
- Ole Ritter (1970–1972)
- Patrick Sercu (1970–1972)
- Julien Stevens (1972)
- Bernard Van De Kerckhove (1970)
- Italo Zilioli (1973–1974)
- Pierfranco Vianelli (1971–1972)

## Belangrijkste overwinningen
1970
- 4e etappe Ronde van Sardinië: Patrick Sercu
- Eindklassement Ronde van Sardinië: Patrick Sercu
- 3e etappe Tirreno-Adriatico: Patrick Sercu
- 5e etappe Ronde van Italië: Patrick Sercu

1971
- 1e etappe deel a Ronde van Romandië: Patrick Sercu
- 13e en 14e etappe Ronde van Italië: Patrick Sercu
- 17e etappe Ronde van Italië: Pierfranco Vianelli
- 20e etappe deel b (ITT) Ronde van Italië: Ole Ritter

1972
- Milaan-Turijn: Roger De Vlaeminck
- 3e etappe Tirreno-Adriatico: Patrick Sercu
- 4e etappe Tirreno-Adriatico: Roger De Vlaeminck
- Eindklassement Tirreno-Adriatico: Roger De Vlaeminck
- 6e, 15e, 18e en 19e etappe deel a Ronde van Italië: Roger De Vlaeminck
- Puntenklassement Ronde van Italië: Roger De Vlaeminck
- Parijs-Roubaix: Roger De Vlaeminck

1973
- 12e etappe Ronde van Italië: Tullio Rossi
- Ronde van de Appennijnen: Italo Zilioli

1974
- 2e etappe Tirreno-Adriatico: Italo Zilioli
- Sassari-Cagliari: Giancarlo Polidori